# Gabriel-Colman-omlegging
De Gabriel-Colman-omlegging of Gabriel-isochinolinesynthese is een omlegging, genoemd naar Siegmund Gabriel, die het reactieprincipe in 1900 ontdekte. De reactie omvat de omzetting van een ftaalimido-acetaatester (2) met een sterke base naar een gesubstitueerd isochinoline (3). Het reactieverloop staat hieronder weergegeven: